# Црква Свете Хрипсиме
Црква Свете Хрипсиме (јерм. Սուրբ Հռիփսիմէի եկեղեցի) једна је од најстаријих до данас сачуваних цркава у Јерменији, позната по истанчаној јерменској архитектури из класичног раздобља, а која је утицала на друге јерменске цркве. Један је од најстаријих споменика јерменске духовне и археолошке баштине из тог времена. Налази се у граду Ечмијадзину, а довршена је 618. године. Црква, заједно са неколико оближњих локалитета (Катедрала и цркве Ечмијадзина и археолошки локалитет Звартноц), заштићена је и уврштена на УНЕСКО-в списак Светске баштине у Азији и Аустралазији 2000. године. Посвећена је Светој Хрипсими.
Црква је изграђена по тетраконхном плану и доживела је неколико надоградњи током векова. Тремови на западном и јужном улазу су срушени, а прозори апсиде су зазидани. Године 1790. саграђен је звоник.
У унутрашњости највише занимања побуђује олтарна пала саграђена 1741. године, која приказује висок степен јерменског занатства у 18. веку. Композиција украса, сачињена од грана и различитих плодова, аранжирана око грчког крста, врло је оригинална.
У њој се налазе грбови два јерменска Католикоса из 18. века — Асдвадзадура и Гарабеда II.